# Friedrich Kayßler
Friedrich Kayßler (Nowa Ruda, 7 aprile 1874 – Kleinmachnow, 30 aprile 1945) è stato un attore tedesco.

## Biografia
Kayßler nacque a Neurode nella provincia della Slesia prussiana (ora Nowa Ruda in Polonia). Frequentò il ginnasio di Breslavia (Wrocław), dove ha conosciuto Christian Morgenstern e Fritz Beblo. Si laureò nel 1893, in seguito studiò presso le università di Breslavia e Monaco e iniziò la sua carriera teatrale al Deutsches Theater di Berlino sotto il direttore Otto Brahm, successivamente lavorò nei teatri comunali di Görlitz e Halle.
Al Deutsches Theater, Kayßler ebbe un'influenza notevole con il regista Max Reinhardt. Lo seguì in tutta la sua carriera fino a quando diventò direttore del Teatro nel 1905, dove Kayßler si esibì con Il principe di Homburg, Faust di Goethe e Peer Gynt di Ibsen.
Succedette anche a Reinhardt come responsabile del Volksbühne di Berlino dal 1918 al 1923. In precedenza è apparso come attore cinematografico nel film muto Welche terben, wenn sie lieben nel 1913 e scrisse diverse poesie e drammi.
Nel marzo 1944 suo figlio Christian, che era anche un attore di un film popolare, è stato ucciso in un bombardamento alleato. Kayßler fu nominato come uno degli artisti più importanti del Terzo Reich nell'elenco di Gottbegnadeten del settembre 1944. Durante la battaglia di Berlino fu assassinato dalle truppe dell'Armata Rossa presso la sua casa nel sobborgo di Kleinmachnow, mentre cercava di proteggere la moglie.

## Filmografia
- ... welche sterben, wenn sie lieben, regia di Carl Schönfeld (1913)
- Der Tunnel, regia di William Wauer (1915)
- Fridericus Rex - 1. Teil: Sturm und Drang, regia di Arzén von Cserépy (1922)
- Fridericus Rex - 4. Teil: Schicksalswende, regia di Arzén von Cserépy (1923)
- Die Liebe einer Königin, regia di Ludwig Wolff (1923)
- Tragödie im Hause Habsburg, regia di Alexander Korda (1924)
- Maternità (Mutter und Kind), regia di Carl Froelich (1924)
- La contessa Donelli (Gräfin Donelli), regia di Georg Wilhelm Pabst (1924)
- Ein Lebenskünstler, regia di Holger-Madsen (1925)
- Schicksal, regia di Felix Basch (1925)
- Eine Dubarry von heute, regia di Alexander Korda (1927)
- Feme , regia di Richard Oswald (1927)
- Das brennende Herz, regia di Ludwig Berger (1929)
- Due mondi (Two Worlds), regia di E.A. Dupont (1930)
- Zwei Welten, regia di E.A. Dupont - versione tedesca di Two Worlds (Due mondi) (1930)
- Alle soglie dell'impero  (Das Flötenkonzert von Sans-souci), regia di Gustav Ucicky (1930)
- Zwei Menschen , regia di Erich Waschneck (1930)
- Tempesta sul Monte Bianco  (Stürme über dem Mont Blanc), regia di Arnold Fanck (1930)
- Notti sul Bosforo  (Der Mann, der den Mord beging ), regia di Kurt Bernhardt (Curtis Bernhardt) (1931)
- Täter gesucht, regia di Carl Heinz Wolff (1931)
- Spionaggio eroico  (Im Geheimdienst), regia di Gustav Ucicky (1931)
- 24 Stunden aus dem Leben einer Frau, regia di Robert Land (1931)
- Luise, Königin von Preußen, regia di Carl Froelich (1931)
- I cadetti di Smolenko (Kadetten), regia di George Jacoby (1931)
- Der Hauptmann von Köpenick, regia di Richard Oswald (1931)
- Il generale York (Yorck), regia di Gustav Ucicky (1931)
- Sotto falsa bandiera (Unter falscher Flagge), regia di Johannes Meyer (1932)
- Goethe lebt...! , regia di Eberhard Frowein (1932)
- Gli undici ufficiali di Schill  (Die elf Schill'schen Offiziere), regia di Rudolf Meinert (1932)
- Strafsache von Geldern , regia di Willi Wolff (1932)
- Marschall Vorwärts , regia di Heinz Paul (1932)
- Il fantasma del mare (Das Schiff ohne Hafen), regia di Harry Piel (1932)
- Der Polizeibericht meldet , regia di Georg Jacoby (1934)
- Oro (Gold), regia di Karl Hartl (1934)
- Balmat o Il re del Monte Bianco (Der ewige Traum), regia di Arnold Fanck (1934)
- Peer Gynt, regia di Fritz Wendhausen (1934)
- Mazurka tragica (Mazurka), regia di Willy Forst (1935)
- I due re (Der alte und der junge König), regia di Hans Steinhoff (1935)
- La ragazza di Moorhof  (Das Mädchen vom Moorhof), regia di Detlef Sierck (Douglas Sirk) (1935)
- Friesennot, regia di Peter Hagen (1935)
- Le spie di Napoleone  (Der höhere Befehl), regia di Gerhard Lamprecht (1935)
- Eine Frau ohne Bedeutung, regia di Hans Steinhoff (1936)
- Der Hund von Baskerville , regia di Carl Lamac (1937)
- L'orma del diavolo (Der zerbrochene Krug), regia di Gustav Ucicky, Emil Jannings (1937)
- Zwischen den Eltern, regia di Hans Hinrich (1938)
- Anna Favetti, regia di Erich Waschneck (1938)
- La peste di Parigi  (Verwehte Spuren), regia di Veit Harlan (1938)
- Dreizehn Mann und eine Kanone, regia di Johannes Meyer (1938)
- Der singende Tor , regia di Johannes Meyer (1939)
- Casa lontana , regia di Johannes Meyer (1939)
- La porta chiusa (Angelika), regia di Jürgen von Alten (1940)
- La volpe insanguinata (Der Fuchs von Glenarvon), regia di Max W. Kimmich (1940)
- I masnadieri (Friedrich Schiller - Der Triumph eines Genies), regia di Herbert Maisch (1940)
- Bismarck, il cancelliere di ferro (Bismarck), regia di Wolfgang Liebeneiner (1940)
- Wenn du noch eine Heimat hast, regia di Günther Rittau (1942)
- Träumerei, regia di Harald Braun (1944)
- Das Leben geht weiter , regia di Wolfgang Liebeneiner (1945)

## Opere
- Simplicius (1905)
- Sagen aus Mijnhejm (1909)
- Schauspielernotizen (1910–1914)
- Jan der Wunderbare (1917)
- Zwischen Tal und Berg der Welle (1917)
- Stunden in Jahren (1924)